# Zapatagors
De zapatagors (Torreornis inexpectata) is een gors uit de familie gorzen (Emberizidae). Het geslacht is monotypisch. Het is een endemische vogelsoort op Cuba.

## Herkenning
De vogel is gemiddeld 16.5 cm lang en weegt 19,7 tot 29,3 gram. Het is een Amerikaanse gors met een relatief grote kop, middellange staart, een typische kegelvormige zaadeterssnavel en ronde vleugels. Kenmerkend is een kastanjebruine kruinstreep, waardoor in het midden een dunne, niet zo duidelijk grijs streepje loopt. Verder heeft de gors een blauwgrijze kop met een iets lichtere wenkbrauwstreep, een smalle bruine oogstreep en een donkere baardstreep, die contrasteert met lichte veren op de keel en boven de baardstreep. De borst is lichtgrijs en wordt naar de buik toe geleidelijk vuilgeel. Van boven is de vogel bruin met zwarte streping.

## Verspreiding en leefgebied
Op het eiland cuba worden drie ondersoorten onderscheiden:
- T. i. inexpectata (ZW-Cuba)
- T. i. sigmani (ZO-Cuba)
- T. i. varonai (het eiland Cayo Coco)

T. i. inexpectata komt alleen voor in het Zapatamoeras, een savannegebied met bepaalde grassoorten dat tijdens de regentijd onder water staat. T. i. sigmani broedt in droge half open bosgebieden langs de kust met cacteeën en ander doornig struikgewas in de provincie Guantánamo. De ondersoort  T. i. varonai broedt in half open bosgebieden op het eilandje Cayo Coco aan de noordkust van Cuba.

## Status
De zapatagorst heeft een klein verspreidingsgebied en daardoor is de kans op uitsterven aanwezig. De omvang van de populatie werd in 2005 geschat op 600 tot 1700 volwassen vogels. Het leefgebied voor alle drie de ondersoorten staat onder druk. In het Zapatamoeras worden in de droge tijd branden gesticht om moeras om te zetten in weiland. Op het eiland Cayo Coco breiden voorzieningen voor het toerisme zich uit en in Guantánamo worden leefgebieden met struikgewas geschikt gemaakt voor beweiding met schapen. Om deze redenen staat de zapatagors als bedreigd op de Rode Lijst van de IUCN.